# Alonso de Chaves
Alonso de Chaves (Trujillo, 1492 o 1493-Sevilla, 1587) fue un cartógrafo, cosmógrafo y navegante español.
Fue piloto mayor de la Casa de Contratación y uno de los navegantes más instruidos de la época.

## Biografía
Participó en la elaboración del Padrón Real encargado en 1526 a Hernando Colón, hijo de Cristóbal Colón, por la Casa de Contratación; en el año 1536 elaboró un mapa para ese proyecto. Desempeñó el cargo de piloto mayor interinamente durante la expedición a las Molucas del piloto mayor, Sebastián Gaboto, realizando posteriormente los exámenes para piloto y recibiendo el nombramiento para el cargo mencionado en 1552. Desempeñó este cargo por treinta y cuatro años, entre 1552 y 1586. Además, fue nombrado cosmógrafo fabricante de cartas marítimas e instrumentos de navegación de la Casa de Contratación en 1528. Alonso de Chaves escribió en Sevilla, cerca de 1540, una obra la cual tituló Espejo de navegantes. Pidió el retiro y una pensión ya en 1575, que no le fue concedida puesto que su criterio le convirtió en un hombre de confianza, imprescindible para la carrera de Indias. Siguió prestando sus servicios hasta 1586, ya nonagenario, muriendo al año siguiente.

## Otros datos
El gobierno de España rebautizó al buque de la Sociedad de Salvamento y Seguridad Marítima "Salvamento Uno" como Alonso de Chaves (BS-12) en su honor.